# Baldassarre Lanci
Baldassarre Lanci (né en 1510 à Urbino, dans les Marches - mort en 1571) est un architecte et un ingénieur italien, grand maître de la perspective qui fut actif à la Renaissance. Il passa la plus grande partie de sa vie en Toscane.

## Biographie
À partir de 1557, Baldassarre Lanci travaille presque exclusivement pour Cosme Ier de Toscane, pour lequel il supervise quelques projets tels que les fortifications de Sienne et de bien d'autres cités toscanes.
On lui doit aussi la conception géométrique de la nouvelle ville fortifiée de Terra del Sole. Il contribue en outre à la construction du port de Livourne (1566 - 1567), de l'aqueduc de Sovana, gagnant ainsi sa réputation d'ingénieur en hydraulique, et des fortifications de Grosseto.
- Notices d'autorité :   - VIAF
  - ISNI
  - GND
- Ressources relatives aux beaux-arts :   - Grove Art Online
  - RKDartists
  - Union List of Artist Names